# Нам Со Хьон
Нам Со Хьон (27 січня 2005 , Сунчхон, Південна Чолла ) — південнокорейська лучниця, олімпійська чемпіонка та срібна призерка Олімпійських ігор 2024 року.

## Виступи на Олімпіадах
| Олімпіада  | Дисципліна             | Місце |
| ---------- | ---------------------- | ----- |
| Париж 2024 | індивідуальна першість | 2     |
| Париж 2024 | командна першість      | 1     |

## Зовнішні посилання
- Нам Со Хьон на сайті World Archery (англійська)
- Нам Со Хьон на сайті Olympics.com (англійська)